# الدهر الجهنمي
الدهر الجهنمي أو الحياة الخفية (باللاتينية: Hadean)، هو أول وأقدم الدهور الجيولوجية الأربعة المعروفة في تاريخ الأرض، بدءًا من تكوين الكوكب منذ حوالي 4.6 مليار سنة (يُقدر بـ 4567.30 ± 0.16 مليون سنة مضت وفقًا لعمر أقدم مادة صلبة في المجموعة الشمسية وجدت في بعض النيازك التي يبلغ عمرها حوالي 4.567 مليار سنة)، وانتهى منذ 4.031 مليار سنة. حدث الاصطدام بين الكواكب الذي أدى إلى نشوء القمر في وقت مبكر من هذا العصر. وقد تلا الدهر الجهنمي الدهر السحيق، مع افتراض أن القصف الثقيل المتأخر حدث عند الحدود بين الجهنمي والسحيق.
تعتبر صخور الجهنمي نادرة جدا، وتتكون إلى حد كبير من الزركون الحبيبي من موقع وحيد (مرتفعات جاك) في أستراليا الغربية. لا تزال نماذج الجهنمي الجيوفيزيائية محل جدال بين الجيولوجيين: ربما في الجهنمي بدأت الصفائح التكتونية ونمت الرواسخ إلى قارات، لكن لا يزال هناك عدم يقين.
في بداية الدهر الجهنمي كان للأرض غلاف جوي كثيف جدًا غني بالهيدريدات، وكان تركيبه يشبه على الأرجح السديم الشمسي والكواكب الغازية العملاقة، وفي الغالب كان يتكون من بخار الماء والميثان والأمونيا. ومع تبريد سطح الأرض، تكثف الماء الجوي المتبخر إلى ماء سائل، وفي النهاية تشكل محيط هائل يغطي كل الكوكب تقريبًا، مما حول الأرض إلى كوكب محيطي. في النهاية أدى إطلاق الغازات البركانية وقصف الكويكبات إلى تغيير الغلاف الجوي للدهر الجهنمي وأصبح غني بالنيتروجين وثاني أكسيد الكربون، والذي قلل بشكل ضعيف من الغلاف الجوي للحقبة السحيقة المبكرة.

## التسمية
اشتق الاسم اللاتيني (Hadean) للدهر الجهنمي من الأسطورة الإغريقة هاديس (Hades) ملك العالم السفلي، في إشارة إلى الظروف «الجهنمية» السائدة آنذاك على الأرض في وقت مبكر: كان الكوكب قد تشكل من تنامي حديث، وكان سطحه لا يزال منصهرًا بسبب الحمم البركانية شديدة السخونة، ووفرة العناصر المشعة قصيرة العمر، وأحداث الاصطدام المتكررة مع أجسام أخرى في النظام الشمسي.
وقد صاغ هذا المصطلح الجيولوجي الجيولوجي الأمريكي برستون كلاود في عام 1972 لتسمية الفترة التي سبقت أقدم الصخور المعروفة على الأرض. وقد صاغ والتر بريان هارلاند في وقت لاحق مصطلح مرادف: «عصر البريسكوي» أو «العصر العتيق» (باللاتينية: Priscoan period)، وتسمية أخرى أطلقت على هذا الدهر وهي ما قبل السحيق (باللاتينية: Pre-Archean).

## الظواهر العامة
يتوافق هذا الدهر مع تكوين واستقرار الأرض المبكرة.
لا ينقسم الدهر الجهنمي إلى حقب كالدهور الأخرى، ولكن يمكن تلخيصه في مرحلتين رئيسيتين:
- من -4.568 إلى -4.4 مليار سنة: وجود محيط الصهارة وتمايز النواة المعدنية.
  - من المحتمل أن تكون نشأة القمر عن طريق اصطدام كويكب عملاق (يُدعى ثيا) بالأرض، وقد تكون قبل حوالي 4.450 مليار سنة.
- من -4.4 إلى -4.00 مليار سنة: تكونت القشرة الأولية القارية.
  - القصف الثقيل المتأخر، والذي يُعتقد أنه مسؤول عن الزيادة الكبيرة في وجود الماء على الأرض (وكذلك وجود معظم الفوهات المتبقية على القمر).
  - تأريخ الزركون الرسوبي (مرتفعات جاك)، من -4.4 إلى -4.00 مليار سنة.
  - شوائب من الكوارتز والفلسبار والميكا.
  - التركيبات النظيرية للأكسجين 18.

### تكوين الأرض
تغطي هذه المرحلة تحول السديم البدائي إلى نظام كوكبي كامل. مراحلها الرئيسية هي كما يلي:
- قبل 4.568 مليار سنة، بدأ سديم بدائي بالانهيار على نفسه. ومن المحتمل أن هذا الانهيار ليس ذاتي، وإلا لكانت المجرة خالية من السدم. لهذا السبب يُفترض أن انفجار المُسْتَعِرُ الأعظم في الجوار الذي يُحسب بالسنوات الضوئية أو حتى عشرات السنين الضوئية، تسبب في هذا الانهيار؛
- يمر الانهيار بمرحلة كرة بوك، قبل أن يتخذ شكل قرص منتفخ في مركزه، والذي تحتوي معظم كتلة من السديم الأصلي ويتكون أساسًا من الهيدروجين. وبالانكماش البسيط هذا، ترتفع درجة حرارته. ويعتبر هذا النوع من السحب هو الأكثر وضوحًا اليوم بالأشعة تحت الحمراء؛
- كتلة السحابة كافية لأن تتجاوز درجة حرارتها في المركز مع ضغطها الظروف اللازمة لبدء اندماج الهيدروجين. ويؤدي هذا إلى مليون سنة من النشاط الشمسي المكثف. يتم قذف كثير من المواد بعيدًا، في عمودين نفاثين على مستوى القرص: وتسمى هذه المرحلة جرم هيربج هارو؛
- يقوم هذا النشاط بدفع المواد الخفيفة (الهيدروجين والهيليوم والماء والأمونيا، إلخ) بعيدًا عن الشمس. تنقسم المجموعة الشمسية إلى أجزاء داخلية غنية بالمواد المقاومة للحرارة مثل السيليكا والحديد، وأجزاء خارجية غنية بالعناصر الخفيفة؛
- سمح هذا بالتكوين الأولي لكوكب المشتري، الذي يقع خارج المنطقة الغنية بالعناصر المقاومة للحرارة (4 وحدات فلكية). تسبب هذا الكوكب الأول في اضطراب القرص الكوكبي البدائي محليًا؛
- خلال مرحلة هيربج-هارو، تركزت جزيئات الغبار ذات التركيبات المختلفة على القرص. وأدى تراكمها إلى تكون حبيبات أكبر ثم أكبر حجمًا حتى تشكلت النيازك والكواكب الصغيرة؛
- أخيرًا، تكمل الكواكب الصغيرة عملية تراكم الكواكب من خلال الاصطدامات بينها. وتكتسب الأجسام المختلفة ذات الأبعاد الكوكبية أهمية متزايدة بسبب التراكمات، وتؤدي تصادماتها النادرة إلى عواقب أعظم بسبب طاقة التأثير العالية جدًا عندما يصطدم جسمان ضخمان. ومن الممكن أن يؤدي أحد هذه الاصطدامات الكارثية في النظام الشمسي إلى تمزيق قشرة عطارد أو تغيير اتجاه دوران الزهرة. وفيما يتعلق بتاريخ الأرض في الدهر الجهنمي، فإن العديد من الفرضيات لتكون القمر، تفترض اصطدام جسم ضخم بحجم كوكب صغير يُدعى "ثيا" بالأرض البدائية، عند حوالي -4.45 مليار سنة. واعتمادًا على الفرضيات، فإما أن يكون الاصطدام المماسي قد طرد الحطام الأرضي الذي كان ليتجمع لتكوين القمر؛[21][22] أو أن يكون الاصطدام قد سحق الجسمين مما تسبب في سحابة تراكم جديدة (سينستيا) تشكل فيها القمر؛[22] أو أن القمر قد تشكل نتيجة تراكم عدد كبير من الحطام الناتج عن عدة اصطدامات أصغر حجما.[23]

فرضية الاصطدام العرضي مع قذف الحطام الأرضي.
فرضية الاصطدام الكلي تولد سحابة تراكمية جديدة.
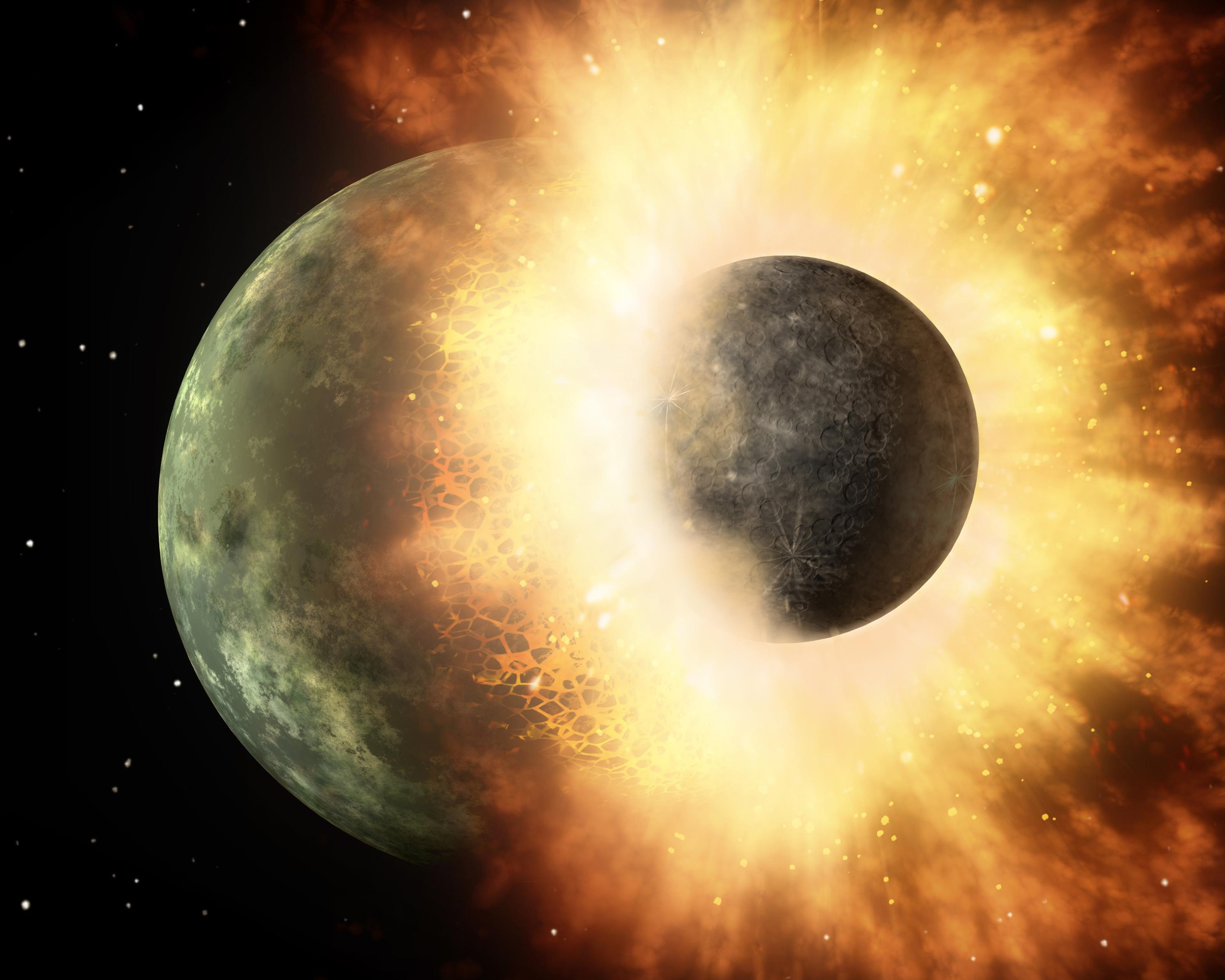
رسم تخيلي للاصطدام العملاق.

الكواكب الحالية الموجودة في مكانها حاليا، ترافقها أعداد كبيرة من النيازك. وتسببت الجاذبية في سقوطها على الكواكب. وقد احتفظ القمر بالمسار وأصبح مرجع باعتبار أن "القصف الثقيل المتأخر" استمر طوال المرحلة الثانية من الدهر الجهنمي. وبعد مضي 4.5 مليار سنة. وخلال 100 مليون سنة، أصبحت السحابة البدائية نظامًا شمسيًا صغيرًا جدًا، والأرض جزء منه. ومع ذلك، فإن الأخيرة لم تستقر.
قد تكون المواد التي شكلت الأرض تحتوي على كمية كبيرة من الماء. وقد تحررت جزيئات الماء من جاذبية الأرض بسهولة أكبر عندما كانت كثافتها أقل خلال تكوينها.
كان التفكك الضوئي بسبب الأشعة فوق البنفسجية ذات الموجة القصيرة من أشعة الشمس قادرة على تفكيك جزيئات المياه السطحية إلى أكسجين وهيدروجين، حيث يمكن إزالة الأكسجين بسهولة بواسطة الغلاف الجوي المختزل آنذاك، بينما الهيدروجين (جنبًا إلى جنب مع الهيليوم الخفيف المماثل) من المتوقع أن يترك الغلاف الجوي باستمرار (كما يفعل حتى يومنا هذا) بسبب الانفلات الجوي.

### استقرار الأرض

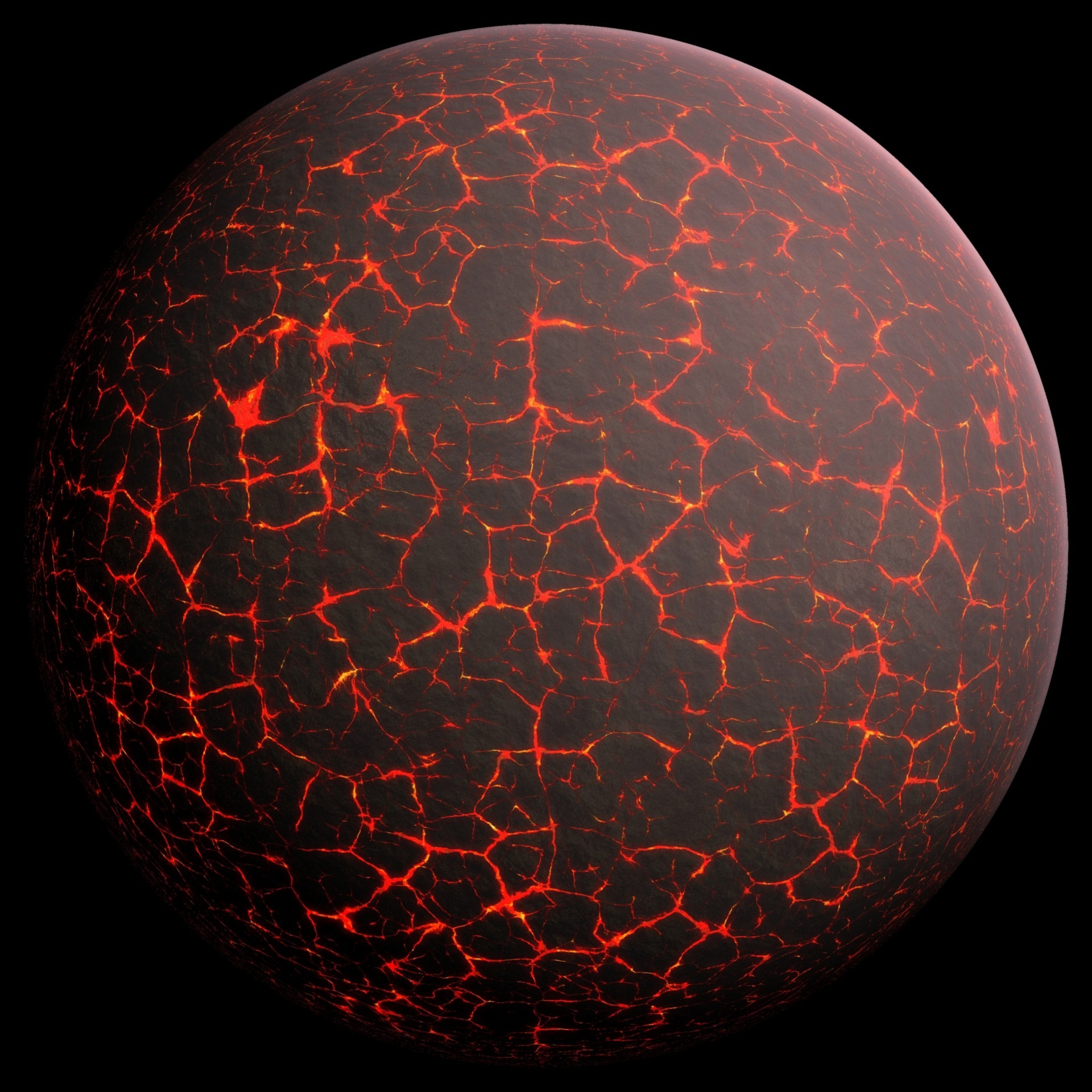
رسم تخيلي عن الأرض الباردة.

عند -4.5 مليار سنة (4.5 مليار سنة قبل الوقت الحاضر)، تعتبر احتمالية محيطات صهارة الأرض أن الحرارة المتجمعة بعد التراكم (طاقة التنامي، الطاقة الإشعاعية، وما إلى ذلك) هي أنه في غياب الحمل الحراري الداخلي، فإن الجزء الخارجي من الغلاف الجوي للأرض (من 500 إلى 1000 كيلومتر) يذوب في محيط الصهارة. ثم يبدأ تفريغ الصهارة أو الصخور تحت محيط الصهارة ليشكل الغلاف الجوي الأولي المزعوم. ومع الأخذ بالاعتبار أن إشعاع الشمس في هذه المرحلة من حياتها (تزيد قليلاً عن 70% من القيمة الحالية: معضلة الشمس الصغيرة الخافتة)، وعلى أساس جو بدائي يضاهي الغلاف الجوي الحالي، فإن الأرض حسب نظرية الأرض الباردة المبكرة، كان من الممكن أنها تجمدت عند درجة حرارة سطحية قريبة من -20 درجة مئوية. ومع ذلك، فهناك تأثير قوي للاحتباس الحراري، يُعزى إلى المركبات المختلفة للغلاف الجوي البدائي: ربما كان الغلاف الجوي يحتوي على كميات كبيرة من غازات الاحتباس الحراري (ثاني أكسيد الكربون، وبخار الماء، وما إلى ذلك). ووفقا للغازات الموجودة في البراكين اليوم، نستطيع أن نتوقع التوزيع بين العناصر الأساسية التالية:ثنائي أكسيد الكربون، وأكسيد الكربون، والنيتروجين، والهيدروجين، وكلوريد الهيدروجين. شيئًا فشيئًا، بدأ الغلاف الجوي بالبرودة لدرجة كافية لتساقط الماء الذي يحتويه على شكل أمطار. ويجب أن يكون الضغط الجوي بعد هذا الانفصال قريبًا من 20 ميجا باسكال، أو 200 بار. وبدأت المحيطات تتشكل بمجرد أن أصبحت درجة حرارة السطح أقل من درجة الحرارة الحرجة للماء (374.2 درجة مئوية - في حالة الضغط الجوي الأعلى، فإن ضغط الماء الحرج يساوي 225 بار)، ولكن على الأرجح أقل من 350 درجة مئوية. انتهت هذه المرحلة عند −4.3 مليار سنة.
عند -4.4 مليار سنة، شكل التبلور والتمايز لهذه الصهارة أثناء تبريدها قشرة أولية قارية بازلتية رقيقة، وغطاء سيليكات ونواة معدنية. عندما تتجاوز كتلة الكوكب الصغير (الأرض البدائية) القيمة الحرجة، تبدأ العناصر المشعة، الأكثر عددًا والأكثر وفرة مما هي عليه اليوم، في تسخين هذا الجسم. ومن بين العناصر المتوفرة، يعتبر الحديد أكثرها كثافة. وتحت تأثير الحرارة تتكون قطرات من المعدن المنصهر وتتحرك نحو المركز. كانت هذه العملية بطيئة في البداية، ثم تسارعت إلى حد أطلق عليها "كارثة الحديد". ثم تشكلت بذرة لب الأرض.
عند -4.3 مليار سنة، أدى وجود الماء في الصهارة البازلتية إلى ظهور صخور الجرانيت. وأظهرت المياه السطحية كذلك رواسب فتاتية وما يرتبط بها من تمايز كيميائي. وهذا يخلق صخورًا ذات كثافة أقل من الصخور الأساسية يجعلها تظل على السطح. ثم تجمعت هذه الحزم من الصخور من خلال الاصطدامات لتكون قارات أولية.
من المحتمل أن يكون القصف الشديد المتأخر، بين -4.1 و -3.9 مليار سنة قد أعاد صهر هذه القشرة الصلبة عدة مرات، حتى التكوين النهائي للغلاف الجوي والمحيطات، وذلك بفضل قصف الكويكبات المغطاة بالجليد (نظرية أصل الماء خارج كوكب الأرض بعد الاصطدام القمري العملاق الذي أدى إلى جفاف الكوكب – راجع أصل الماء على الأرض). يتوقع أن كثرة وإثراء المياه كان عن طريق القصف النيزكي وليس القصف المذنبي، والدليل على ذلك نسبة الديوتيريوم/الهيدروجين في الصخور النيزكية الأقرب أو حتى مطابقة إلى نسبة المحيطات الحالية. إن وجود ماء الوشاح السائل بكميات كبيرة يجعل الغلاف الصخري الراكد مرنًا بفضل الوشاح المائي الأقل صلابة، ومن ثم تنشأ الصفائح التكتونية. ولا بد أن يكون بها مناطق وصفائح اندساس أكثر مما هي عليه اليوم، لأن القشرة كانت أرق والحرارة المتاحة كانت أكبر. وقد سمحت الصفائح التكتونية بالتمييز بين القشور القارية والمحيطية.
وهكذا تم استيفاء الشروط اللازمة لظهور الحياة، حوالي −4.0 مليار سنة، عندما اكتمل هذا القصف الكبير، وبالتالي إغلاق الدهر الجهنمي.

### الصفائح التكتونية

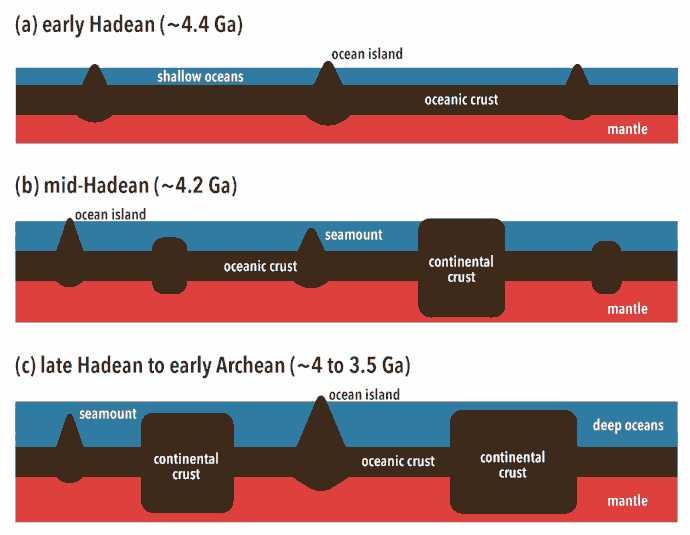
تطور القشرة القارية وأعماق المحيطات (من كوريناجا، 2021)

عام 2008 أظهرت دراسة أجريت على الزركون بينت أن صخور الدهر الجهنمي الأسترالية تحتوي على معادن تشير إلى وجود صفائح تكتونية منذ ما يقرب من 4 مليارات سنة (بعد حوالي 600 مليون سنة من تكوين الأرض). ويتوقع بعض الجيولوجيين أن الزركون ربما يكون قد تشكل نتيجة لاصطدامات النيازك. الأدلة المباشرة على جيولوجيا الدهر الجهنمي من الزركون محدودة، لأن الزركون يتجمع بشكل كبير في مكان واحد في أستراليا. النماذج الجيوفيزيائية غير محدودة، لكنها يمكن أن ترسم صورة عامة لحالة الأرض في الدهر الجهنمي.
من المرجح أن الحمل الحراري للدثار كان قويًا في الدهر الجهنمي، بسبب انخفاض اللزوجة. ويرجع انخفاض اللزوجة إلى المستويات العالية من الحرارة الإشعاعية وحقيقة أن الماء في الوشاح لم يخرج بالكامل بعد. لا يزال الشك بأن الحمل الحراري القوي قد أدى إلى الصفائح التكتونية في الدهر الجهنمي أو كان محصورًا تحت غطاء صلب. يُعتقد أن وجود محيطات الدهر الجهنمي كانت سببًا في الصفائح التكتونية.
كان من الممكن أن يؤدي الاندساس الناجم عن حركة الصفائح التكتونية إلى إزالة الكربونات من المحيطات البدائيّة، مما ساهم في إزالة الغلاف الجوي البدائي الغني بثاني أكسيد الكربون. وإزالة هذا الغلاف الجوي دليل على حركة الصفائح التكتونية في الدهر الجهنمي.
عندما حدثت حركة الصفائح التكتونية في الدهر الجهنمي تشكلت القشرة القارية. أثناء الدهر الجهنمي تتنبأ النماذج المختلفة بكميات مختلفة من القشرة القارية. تنبأ دهيوم وآخرون معه بأنه بنهاية الدهر الجهنمي، كانت القشرة القارية لا تشكل سوى 25% من المساحة في هذا اليوم. وتتنبأ نماذج كوريناجا وآخرون معه بأن القشرة القارية نمت إلى الحجم الحالي في وقت ما بين 4.2 و4.0 مليار سنة مضت.

### القارات
إن مساحة الأراضي المكشوفة في الدهر الجهنمي لا تعتمد إلا بشكل تقريبي على كمية القشرة القارية: كما أنها تعتمد على مستوى المحيط. وفي النماذج التي بدأت فيها حركة الصفائح التكتونية في الدهر السحيق، كان للأرض محيط عالمي في الدهر الجهنمي. ربما جعلت الحرارة العالية للوشاح صعوبة في دعم الارتفاعات العالية خلال الدهر الجهنمي. إذا تشكلت القارات في الدهر الجهنمي، فإن نموها يزداد مع خروج الماء من الوشاح. ربما ظهرت القارات في منتصف الدهر الجهنمي، ثم اختفت تحت محيط سميك بحلول نهايته. وكان لمساحة الأرض المحدودة الأثر على أصل الحياة.

## الصخور

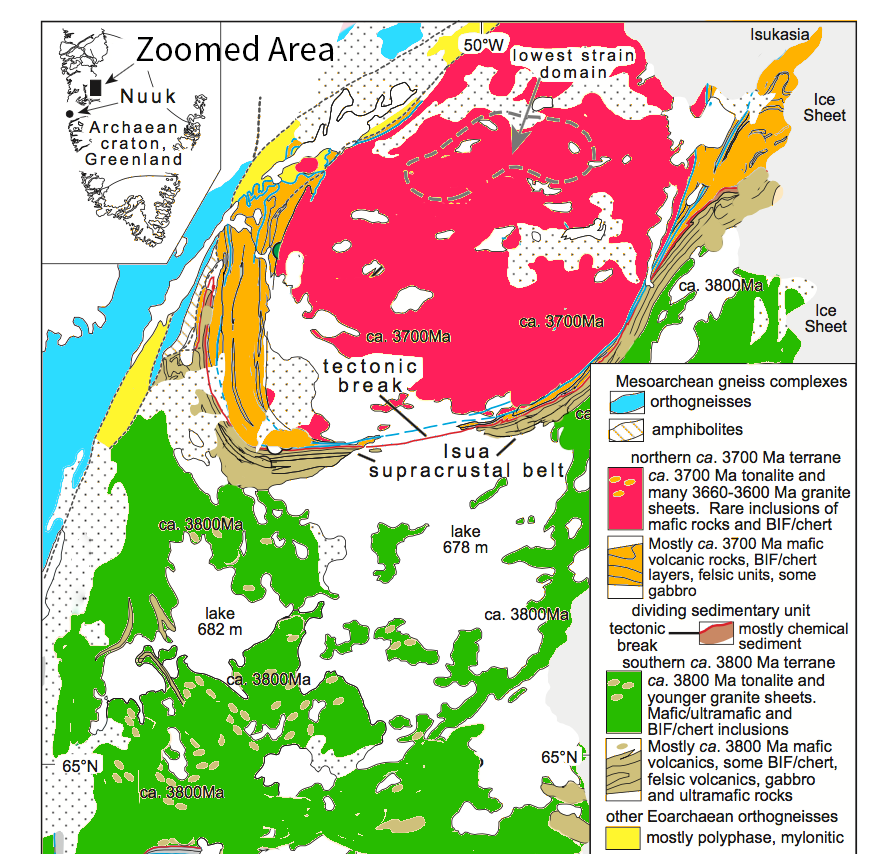
خريطة جيولوجية لقطاع إيسوا (جرينلاند).

### أحجار جرينلاند الخضراء، النايس الكندي
تعتبر الأدلة الصخرية لهذه الفترة نادرة جدًا. قبل ثمانينيات القرن العشرين واكتشاف الشظايا الحجرية من الدهر الجهنمي، كانت السرديات العلمية لتفسيرات الأرض المبكرة تقع بالكامل تقريبًا بأيدي خبراء النماذج الجيوديناميكية.
خلال العقود الأخيرة من القرن العشرين، حدد الجيولوجيون وأرخوا بعض صخور الدهر الجهنمي في مواقع مختلفة (غرب جرينلاند، شمال غرب كندا، أستراليا الغربية). وفي عام 2015، تم العثور على آثار لمعادن الكربون تبين أنها «لبقايا حيوية» في صخور عمرها 4.1 مليار سنة في أستراليا الغربية. ويقع أقدم تكوين صخر رسوبي معروف في جنوب غرب جرينلاند، في حزام الحجر الأخضر في إيسوا. كشفت أدلة صخرية عن بعض الرواسب المتغيرة التي يعود تاريخها إلى حوالي −3.8 مليار سنة وأتت من السَّدّ المُندَّس التي اخترقت الصخور المودعة عدة مرات.
أقدم صخرة معروفة هي الصخور المنصهرة المتحولة: يعود تاريخ أكاستا الأرثونيس (كندا) إلى−4.03 مليار سنة.

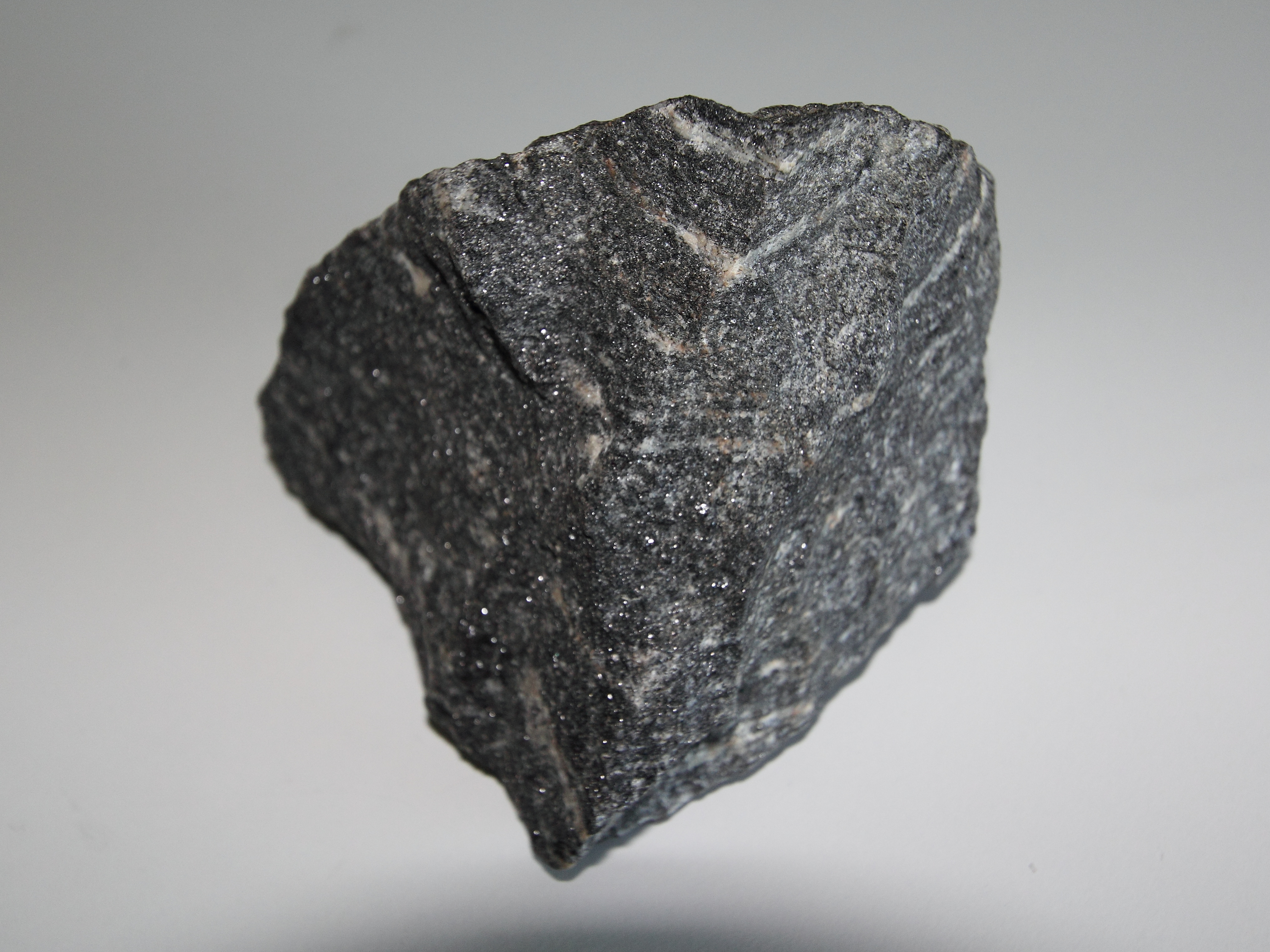
تعد "نايس أكاستا" (كندا) أقدم صخرة معروفة على وجه الأرض. ويعود تاريخها إلى −4.03 مليار سنة. (مجموعة البروفيسور هيرفي مارتن، جامعة بليز باسكال في كليرمون فيران).

### الزركون

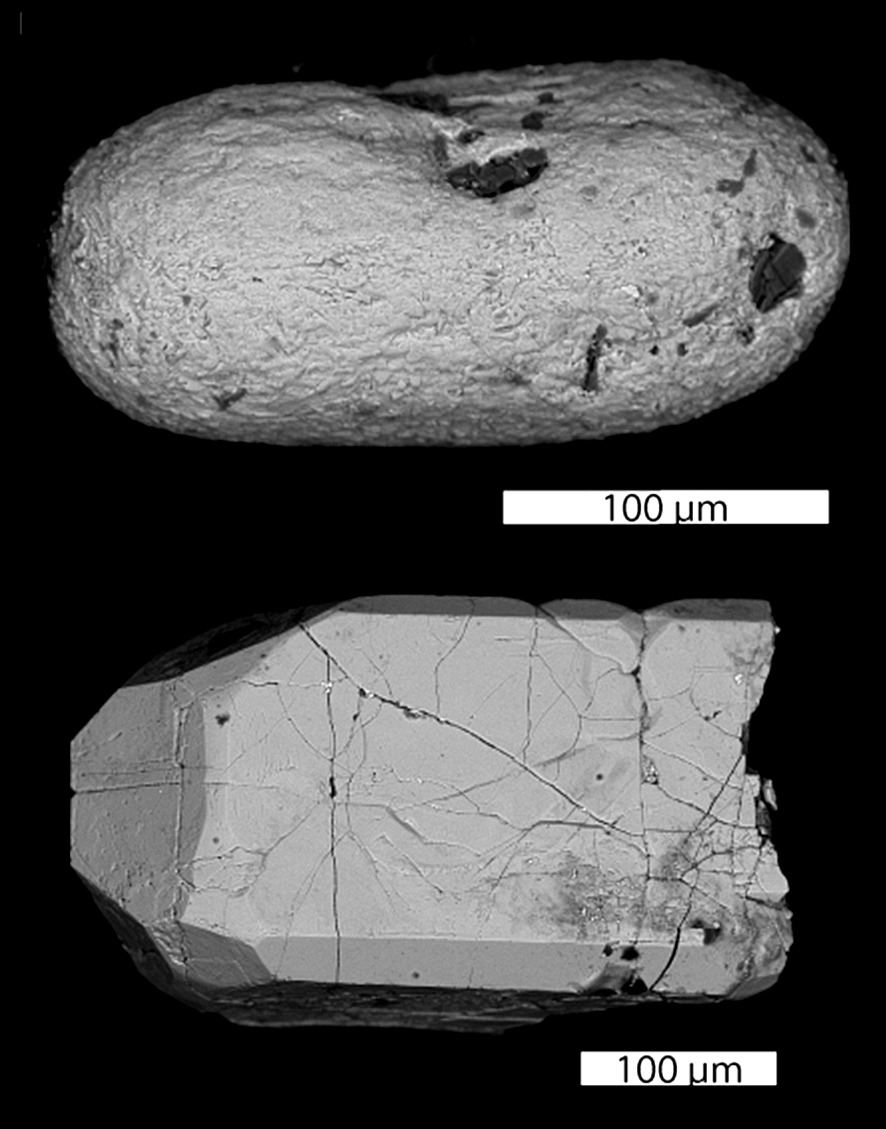
صورة مجهرية إلكترونية لفتات صخور رسوبية من رواسب متحولة للدهر الجهنمي (4.404 ± 0.008 مليار سنة) في مرتفعات جاك، منطقة ناريير نايس، أستراليا الغربية.

إن أقدم أثر معدني موجود على الأرض يتكون من بلورات الزركون. هذه الزركونات ليست صخرة بالمعنى الدقيق للكلمة، بل هي مكون ثانوي من صخرة؛ معدن مقاوم للغاية، وتم حفظه بعد أن تدمرت الصخرة الأصلية وتجمع في صخور أخرى (صخرة رسوبية على سبيل المثال) مع الحفاظ على سجل العمر التكويني الأصلي. الزركونات التي ترسبت في البارانيس من تكوين تيران ناريير نيس في ركيزة يلجارن في مرتفعات جاك في غرب أستراليا، وهي دليل على قشرة قارية قديمة. يرجع تاريخ أقدمها إلى ما بين -3.8 إلى -4.4 مليار سنة (عمر اليورانيوم والرصاص)، وهذا يتوافق مع وقت قريب جدًا من تكوين الأرض. والصخور التي ترسب فيه الزركون أحدث عمرا. ويعد هذا الزركون شاذًا بعض الشيء، حيث يرجع تاريخ أقدم بلورة مؤرخة للزركون إلى ما يقرب من 4.35 مليار سنة - أي بعد حوالي 200 مليون سنة من الوقت المفترض لتشكل الأرض.
إن زركون الدهر الجهنمي نادر جدا بسبب تدوير المواد بواسطة الصفائح التكتونية. عندما تدفن الصخور عميقًا داخل الأرض، فإنها تسخن وقد تتبلور أو تذوب. ورغم ندرتها على الأرض، إلا أن هناك أماكن وجد فيها الزركون لهذا الدهر في ست دول: أستراليا والبرازيل وكندا والصين وجرينلاند وغيانا.
تشير الصخور الدخيلة لزركون الدهر الجهنمي الموجود في الصخور الحديثة إلى أنها قد تشكلت داخل أراضٍ قديمة واندمجت مع بعض المواد القديمة. كما حدث في درع غيانا من تشكل إيووكراما جنوب غيانا حيث تم تأريخ الزركون في 4.22 مليار سنة مضت.
توفر خصائص زركون الدهر الجهنمي معلومات قيمة للتاريخ المبكر للأرض وآلية عمليات الأرض في الماضي. وبناءً على خصائص بلورات الزركون هذه، فقد تم اقتراح العديد من النماذج الجيولوجية المختلفة.
لقد سمحت سجلات العلامات الصخرية للدهر الجهنمي بتطور مفهوم "الأرض الجهنمية" بدون محيط خلال الدهر الجهنمي. وبفضل دراسة هذا الزركون ركزت الدراسات والنماذج الخاصة في مجال الكيمياء الجيولوجية النظيرية على وجود غلاف مائي أرضي مبكر.

## الحياة الممكنة
أقدم الحفريات التي تم إثباتها حتى عام 2018 هي الستروماتوليت المكونة من كائنات دقيقة قادرة على التركيب الضوئي، ويبلغ عمرها -3.5 مليار سنة في أستراليا و-3.7 مليار سنة في جرينلاند. وفي جرينلاند، تبين الآثار المحتملة للمركبات العضوية القائمة على الكربون أن الحياة القائمة على التمثيل الغذائي ربما كانت موجودة بالفعل، وكان هذا الاكتشاف موضوع منشور في مجلة نيتشر.
وتتجمع أدلة أخرى لتوثيق إمكانية وجود حياة بدائية جدا في وقت مبكر من الدهر الجهنمي:
- تشير الدراسة النظيرية لزركون مرتفعات جاك إلى تفاعلات مع الماء: وجود محتمل للحياة البيولوجية في أعمار أكبر بكثير مما كان يُعتقد سابقًا.[42][52][53]
- في عام 2017، تم اكتشاف كائنات حية دقيقة (أنابيب وسلاسل الهيماتيت المتحورة ميكرومتريًا) المتحجرة بسبب الرواسب المعدنية قرب المنافس المائية الحرارية تحت الماء، والتي تم اكتشافها في الرواسب الحديدية البارزة في حزام نوفواجيتوك الأخضر في كيبك، وتم تأريخها إلى ما لا يقل عن -3.77 مليار سنة، وربما -4.28 مليار سنة.[54][55]
- في عام 2015 وعلى نحو مماثل فإن التحليل النظيري للشوائب الكربونية (على شكل غرافيت)، والتي تعتبر أصل عضوي في فتات الزركون من منطقة مرتفعات جاك في أستراليا الغربية أعطت عمراً يبلغ -4.1 مليار سنة.[56]

وقد أظهر سالديت وآخرون معه أن البيئات الحرارية الأرضية الوفيرة الشبيهة بالدهر الجهنمي لديها القدرة على دعم تخليق وتكرار الحمض النووي الريبوزي وبالتالي ربما تطور شكل الحياة البدائية. وقد ثبت أن أنظمة الصخور المسامية التي تضم واجهات ساخنة بين الهواء والماء تسمح بتكرار السلسلة الحسية وضد الحسية للحمض النووي الريبوزي المحفز لريبوزيم، يليه تفكك السلسة اللاحقة، وبالتالي تمكين التوليف المشترك، وإطلاق وطيّ الريبوزيمات النشطة. قد يكون مثل هذا النظام الأولي للحمض النووي الريبوزي قادرًا أيضًا على الخضوع لتبديل سلسلة القالب أثناء التكرار (إعادة التركيب الجيني) كما يحدث أثناء تكرار الحمض النووي الريبوزي لفيروسات كورونا الموجودة.
أظهرت دراسة نُشرت في عام 2024 أن آخر سلف مشترك لجميع أشكال الحياة ظهر خلال الدهر الجهنمي، بين 4.09 و4.33 مليار سنة مضت.
ويعتقد الباحثين، أنه "إذا ظهرت الحياة بسرعة نسبية على الأرض... فإنها قد تكون شائعة في الكون".

## تشكل النظام الشمسي

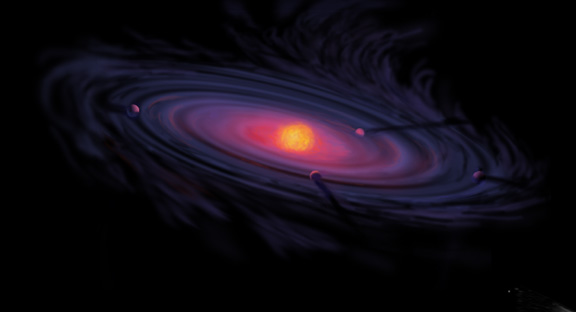
رسم تخيلي لقرص كوكبي أولي

يعتبر النموذج القياسي لتشكل النظام الشمسي (بما فيها الأرض) هي فرضية السديم الشمسي. وفي هذا النموذج، تشكل النظام الشمسي من سحابة كبيرة دوارة مكونة من غبار النجوم وغاز يسمى السديم الشمسي، كان يتكون من الهيدروجين والهيليوم نشأ بعد فترة وجيزة من الانفجار العظيم قبل 13.8 مليار سنة ومن عناصر أثقل قد تم طردها بواسطة المستعر الأعظم. وقبل حوالي 4.5 مليار سنة، بدأ السديم بالانكماش ربما بسبب موجة صادمة من مستعر أعظم آخر قريب جعلت من السديم أن يدور. وبدأت بالتسارع، وقد أدى به كل من الزخم الزاوي، والجاذبية، والقصور الذاتي بالانبساط ليتشكل ويصبح قرص كوكبي أولي متعامد مع محور دورانه. وقد أدت الاضطرابات الصغيرة الناتجة عن الاصطدامات والزخم الزاوي للحطام الكبير الآخر من جعل الكواكب الأولية التي يقدر حجمها بالكيلومتر أن تدور في مركز السديم.
يقل الزخم الزاوي في مركز السديم، وبالتالي فإنه ينهار بسرعة، ويزيد الضغط من درجة حرارته حتى يبدأ الاندماج النووي للهيدروجين في الهيليوم. وبعد المزيد من الانكماش، يشتعل نجم تي الثور ويتطور إلى الشمس. وفي نفس الوقت، تسبب جاذبية الجزء الخارجي من السديم في انحصار المادة حول اضطرابات الكثافة وجزيئات غبار، وتبدأ بقية القرص الكوكبي بالتفكك إلى حلقات. وفي عملية تعرف باسم التنامي الهارب، وتتجمع شظايا الغبار والحطام معا لتشكل الكواكب. وعلى هذا النحو تشكلت الأرض منذ حوالي 4.54 مليارات سنة (مع شكوك بنسبة 1%) وتم اكتمالها خلال 10-20 مليون سنة. وأزالت الرياح الشمسية لنجم تي الثور الحديث معظم المواد الموجودة في القرص التي لم تتكاثف إلى أجسام كبيرة. ومن المتوقع أن ينتج من نفس العملية أقراص تراكمية حول كل النجوم التي تشكلت حديثا في الكون، وبعضها ينتج كواكب. نمت الأرض البدائية بالتراكم حتى أصبح باطنه ساخنا بما يكفي لإذابة المعادن المحبة للحديد (siderophile) الثقيلة، وتملك كثافة أعلى من السيليكات، مما يجعل هذه المعادن أن تنغمر لباطن الأرض. أطلق على هذه العملية كارثة الحديد التي أدت إلى فصل الوشاح البدائي والنواة (المعدنية) بعد 10 ملايين سنة فقط من بدء تكوين الأرض، أنتج بنية أرضية طبقية وتشكيل مجال مغناطيسي للأرض. كان «جي أي جاكوبس» أول من اقترح أن اللب الداخلي -المركز الصلب يتميز عن اللب الخارجي السائل- يتجمد وينمو للب الخارجي السائل بسبب البرودة التدريجية لباطن الأرض (حوالي 100 درجة مئوية لكل مليار سنة.)

## الأقسام الفرعية
بما أن الآثار الجيولوجية المتبقية على الأرض لهذا الدهر قليلة، فلا يوجد له تقسيم فرعي رسمي. ومع ذلك، فإن المقياس الزمني الجيولوجي القمري يشمل العديد من الأقسام الرئيسية المتعلقة بالدهر الجهنمي، وتستخدم في بعض الأحيان بطريقة غير رسمية للإشارة إلى نفس الفترات الزمنية على الأرض.
أقسام جيولوجيا القمر الزمنية هي:
- فترة ما قبل النكتارية، بدأت منذ تكون قشرة القمر (منذ 4,533 مليون سنة مضت) حتى حوالي 3,920 مليون سنة مضت.
- الفترة النكتارية، بدأت منذ 3,920 مليون سنة مضت إلى حوالي 3,850 مليون سنة مضت، في وقت القصف الشديد المتأخر، وفقا لهذه النظرية فقد كان في مرحلة الانخفاض.

أقسام الدهر الجهنمي:
المقترحات التي قدمها جولدبلات وآخرون وفي كتاب جرادشتاين وأوج بعنوان "The Geologic Time Scale 2012"، كانت التقسيمات الفرعية للدهر الجهنمي غير رسمية وتستند إلى المقياس الزمني الجيولوجي القمري (2012):.
| الدهر         | الحقبة   | العصر        | العمر (مليون سنة) |
| ------------- | -------- | ------------ | ----------------- |
| الدهر الجهنمي | الزركوني | البروكرستي   | 4,200 - 4,030     |
| الدهر الجهنمي | الزركوني | الكندي       | 4,280 - 4,200     |
| الدهر الجهنمي | الزركوني | اليعقوبي     | 4,404 - 4,280     |
| الدهر الجهنمي | الفوضوي  | الهيفايستي   | 4,450 - 4,404     |
| الدهر الجهنمي | الفوضوي  | التيتانوميثي | 4,560 - 4,450     |
| الدهر الجهنمي | الفوضوي  | الهايبرتي    | 4,568 - 4,560     |

ولكن اعتبارًا من فبراير 2017، لم تعتمد الاتحاد الدولي للعلوم الجيولوجية هذا التقسيم.